# 丰和工业
丰和工业股份公司（日语：豊和工業株式会社）是日本一家机械制造商，為東京證券交易所上市公司，总部位于爱知县清须市。丰和工业以生产军用和民用枪械著名，同时也生产机床、重型机械、清道车、门窗等产品。

## 歷史

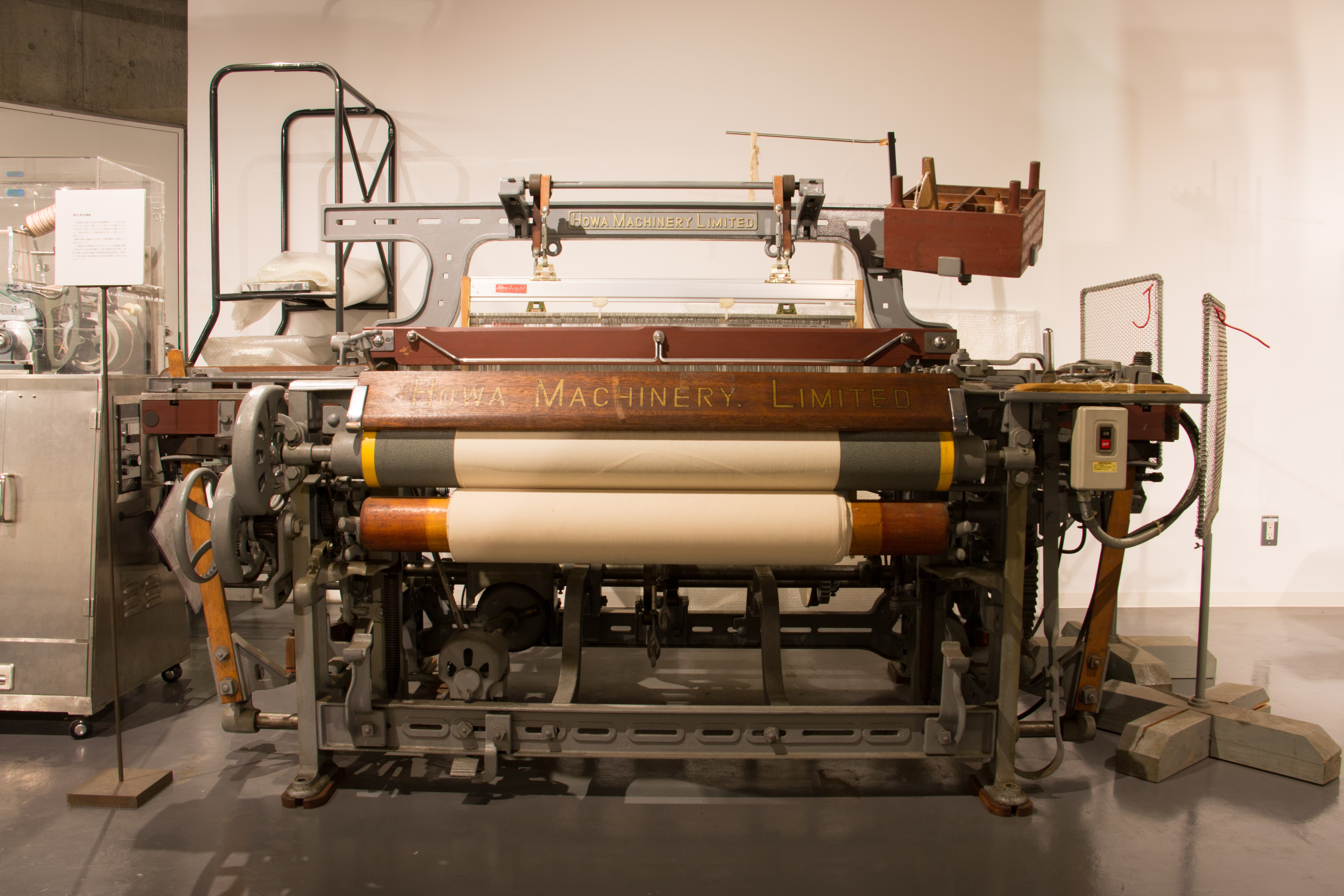
东京工业大学博物馆收藏的丰和N型织布机

1907年2月，丰田佐吉為了達成日本自製機械動力織布機的理想，创办了丰田织布机股份公司，成為日本機械產業的一部分。
至1930年代，由於國際經濟恐慌導致織布機等機械設備銷路下滑。在1929年接任董事的兼松熙透過愛知縣知事的管道，在1932年9月得到陸軍名古屋兵工廠的外包，承製手榴彈，此後豐田織機公司開始投入軍需產業。
1936年，豐田織機的研發部門改組為昭和重工业股份公司，專精於軍需產業，包括步槍、軍需機械代工都由該公司承攬。到1941年，昭和重工與豐田織機合併，更名為了丰和重工业股份公司，並持續擔任日本兵工廠的代工下游包商。其核心業務為量產步槍、飛機零件、工具機生產、鋼鐵煉製等。
日本在二戰戰敗後，國營兵工廠遭解散，相關機材也作為戰敗賠償遭到分拆運走。但是民間承包商並沒遭到連坐處份，豐和重工業改名為丰和工业，名義上停止軍需品產製業務，但實質上得到駐日盟軍總司令的特續授權，在日本政府監督下為駐日美軍生產M1步槍與M1卡賓槍的替換零件，實際上仍繼續軍備包商的業務，並且藉由產製美軍武器的機會，豐和持續精進其製槍工藝。
至日本自衛隊成立，恢復武裝後，因美援武器不足，日本國內廠商得到軍需訂單的機會也開始出現。1953年5月起豐和工業聲稱重新恢復軍需業務，1956年開始以補充自衛隊缺裝之名義產製M1步槍，為豐和工業投入步槍產製之始，後續自衛隊的步槍也由豐和工業承製，並成為日本槍械生產主力廠家。

## 枪械生产

#### 二战
豐和工業在二戰中主要擔任名古屋兵工廠的承包商，生產武器主要是有坂步槍系列，包括38式步枪、九九式步枪。

#### 二战后
理論上，因波茨坦公告限制，日本的製造廠都被禁止涉足軍事業務，但實質需求使這個限制得到某些例外，豐和工業即是例外。在1946年後，豐和工業仍以特例承攬駐日美軍外包槍械零件之產製，而韓戰爆發後其訂單更是快速增加，因美軍需求，增加了Mk 2手榴弹、81毫米迫击炮以及航空炸弹部件等订单。
丰和工业在冷战初期为日本自卫队仿制美国M1加兰德步枪和M1卡宾枪，之后又为陆上自卫队生产以下武器：
- 丰和64式自动步枪[6][7]
- 丰和89式突击步枪[6][8]
- AR-18突击步枪（阿玛莱特特許生产半自動版本，稱AR-180）
- 丰和96式40毫米自动榴弹发射器
- 丰和84毫米无后坐力炮（瑞典卡尔·古斯塔夫无后坐力炮的许可仿制版）[9]
- 60式106毫米自走无后坐力炮的观瞄炮塔[10]
- 96式120毫米自走迫击炮的炮塔

1970年代初期，丰和工业受阿玛莱特许可生产AR-18突击步枪和AR-180半自动步枪，并且销售给不同国家的军队。但是受《和平宪法》的出口限制，丰和工业最终停止了AR-18/AR-180的生产。

### 民用
丰和工业生产一系列不同口径的民用狩猎和靶用步枪，同时也为其它枪械公司（比如莫斯伯格、史密斯&威森和韦斯比）代工零件。

#### 丰和300型
1960年，丰和工业推出了由美国M1卡宾枪发展而来的300型半自动卡宾枪。这是日本首款量产狩猎步枪，因为其紧凑轻便的设计更适合日本人体型因此大受欢迎。1965年，泰国皇家警察选中丰和300型的改进版作为警用装备，仅1966年就有10000支出口到泰国。1968年，丰和工业推出了300型的改进版设计。豐和300停產時間約在1990年代初期。

#### 丰和金熊
1959年，为了能让枪械生产线不停滞，丰田工业决定进入当时完全依赖进口的民用狩猎步枪市场，并且从爱知县知事那里获得了生产批准。同时日本首座隧道式射击场也被建立。在1967年的芝加哥射击、狩猎和户外用品展览会（SHOT Show）上，丰和工业首次展示了“金熊”（Golden Bear）栓动步枪。在获得好评后，大约3000支金熊步枪被出口到美国并全部通过了H·P·怀特实验室（世界上最权威的弹道测试机构）的测试，并很受美国市场欢迎。

#### 丰和1500型
1979年，丰和工业开始出口由金熊步枪发展而来的1500型栓动步枪。2011年，丰和1500型的扳机被升级成HACT（Howa Actuator Controlled Trigger，“丰和促动控制扳机”）系统。2015年, 丰和工业推出了“Mini Action”（“小枪机”）型号的1500型步枪来更好配备越来越受欢迎的.223 Remington、6.5mm Grendel和7.62×39mm等中间型威力枪弹。
丰和M1500栓动步枪，可以配备.22-250 Rem、.204 Ruger、6.5×55mm Swedish、.300 WM、.308 Win、.30-06、.338 WM、.375 Ruger等不同长短枪机口径。丰和M1500系列在美国由Legacy Sports International进行销售；在加拿大由Prophet River、Cabela's、North Pro Sports等代销；在英国由Highland Outdoors进口销售。